# Лавери, Джон
Джон Лавери (англ. John Lavery) (1856—1941) — ирландский и шотландский художник, мастер портретной и пейзажной живописи.

## Биография
Лавери изучал живопись в академии Халдэна в Глазго, затем — с 1879 года — в Школе искусств Хэтерли, вместе с Уильямом Уайли. В 1891 году, по рекомендации своих педагогов, Лавери уехал в Париж и поступил в Академию Жюлиана, в класс Тони Робера-Флёри. В летние месяцы Лавери писал в Шотландии пейзажи, зимние же проводил на занятиях в Академии. В первой половине 1880-х годов он жил также в колонии художников французского городка Грез-су-Луан, где написал несколько замечательных полотен. В этот период художник находился под творческим влиянием Бастьен-Лепажа. В 1883 году он впервые выставил свои работы на Парижском салоне.
После возвращения в Великобританию художник жил в Глазго, где стал одним из крупных представителей группы Глазго Бойс. С 1886 года Лавери регулярно принимал участие в выставках Королевской Академии художеств. Совместно с художниками Джеймсом Гутри и Александром Роше он выставлял свои работы в одной из крупнейших в Лондоне галерее Гросвенор и в мюнхенском Стеклянном дворце. В начале XX столетия Лавери, после смерти своей первой жены, подолгу жил в Средиземноморье и в Северной Африке, зимние месяцы проводил в Танжере, где много рисовал.
В 1897—1898 годах Лавери, вместе с Уистлером, создал Международное общество скульпторов, живописцев и графиков, вице-президентом которого был до 1908 года. В 1911 году он стал членом-корреспондентом Королевской Академии художеств. В 1913 году был посвящён в рыцари. С 1921 — действительный член Королевской Академии художеств. Уинстон Черчилль упоминает Лавери как своего наставника в живописи. Лавери создал несколько портретов политика.
Одна из наиболее известных картин художника — «Шахматистки» (1929).
- Военная тематика
- Комната военных
- Боеприпасы, Newcastle, 1917
- Береговая оборона 18-фунтовыми зенитками,  , Tyneside, 1917
- Конвой, Северное море, 1918
- Раненый в Дувре, 1918
- Армейское почтовое отделение 3, Boulogne, 1919

- Другое
- Sir John Lavery, A Rally, 1885
- Lady Lavery
- Mrs Lavery sketching, 1910
- Gaines Ruger Donoho
- A Summer Afternoon
- On the Riviera
- Mrs Ralph Peto as a Bacchante
- Открытие современной Галереи, 26 июня 1926